# Гонтар Анна Владиславівна
Анна Владиславівна Гонтар (9 вересня 2003) — українська плавчиня, бронзова призерка літні Паралімпійські ігри 2020|літніх Паралімпійських ігор 2020.  Заслужений Майстер спорту України міжнародного класу.
Трьох  разова бронзова призерка [[Паралімпійські ігри 2024/ літніх
Паралімпійскькі ігрор 2024]]
Представляє Миколаївську область.

## Спортивні досягнення
- Чемпіонка, срібна та дворазова бронзова призерка Чемпіонату Європи 2018 року
- Бронзова призерка Чемпіонату світу 2019 року
- Чемпіонка, срібна та дворазова бронзова призерка Чемпіонату Європи 2021 року